# Auguste Liesch

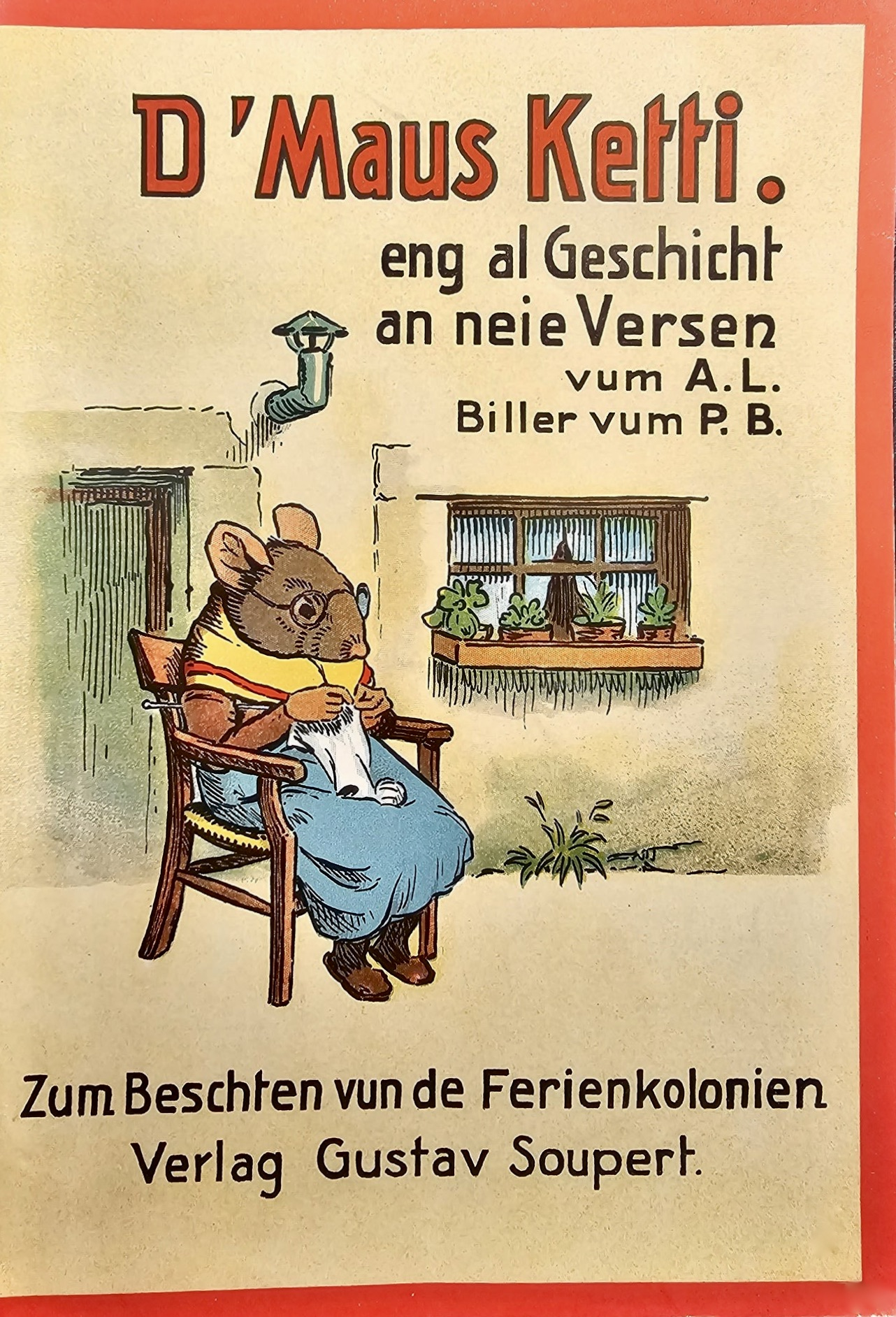
D'Maus Ketti', met tekeningen van Pierre Blanc.

Johann-Baptist August (Auguste) Liesch (Mondorf, 28 augustus 1874 – Luxemburg-Stad, 13 maart 1949) was een Luxemburgs jurist, politicus en auteur.

## Leven en werk
Auguste Liesch was een zoon van apotheker Ferdinand Lothar Liesch en Anna Josephine Theresia Wawer. Na het Athénée de Luxembourg studeerde hij rechten in Parijs en werd als advocaat ingeschreven bij de balie van Luxemburg. Hij werd vervolgens vrederechter (1904) in Grevenmacher en werkte vanaf 1907 bij de arrondissementsrechtbank in Luxemburg-Stad. Hij had van 1918 tot 1921 voor de Ligue Libérale zitting in de regering Émile Reuter en was directeur-generaal (minister), belast met Justitie en Openbare Werken. Hij was vervolgens tot 1932 Inspecteur-generaal van Douane en Accijnzen. Van 1937 tot aan zijn overlijden was hij lid van de Raad van State.
Liesch publiceerde pas later in zijn leven zijn literair werk, hij schreef in het Luxemburgs, Duits en Frans. Hij debuteerde in 1936 met het verhaal van D'Maus Ketti, naar de fabel De bosmuis en de huismuis, dat hij situeerde in Burmerange. Zijn roman Im Schatten des Eichenhofes werd in 1939-1940 in afleveringen gepubliceerd in Les Cahiers luxembourgeois en verscheen in 1940 als boek. 
Liesch overleed op 74-jarige leeftijd, hij werd begraven op de Cimetière Notre-Dame. In Bertrang, Burmerange, Dudelange, Luxemburg-Stad en Mondorf werden straten naar hem vernoemd.

## Publicaties
- 1936 – D'Maus Ketti : Eng al Geschicht an neie Versen: zum Beschten vun de Ferienkolonien. Biller vum Pierre Blanc. Luxemburg: Gustav Soupert.
- 1940 – Im Schatten des Eichenhofes. Luxemburg: Ed. Worré-Mertens.

## Onderscheidingen
- Commandeur in de Orde van de Eikenkroon
- Commandeur der Eerste Klasse in de Orde van Verdienste van Adolf van Nassau
- Grootofficier in de Orde van Leopold II (1922)[6]
- Officier in de Nationale orde van het Legioen van Eer

- Gemeinsame Normdatei: 1058278568
- International Standard Name Identifier: 0000 0004 3672 9338
- Virtual International Authority File: 310610696
- WorldCat: E39PBJghjGtHQd4PGdVFRjfcyd